# Miguelzinho Dutra
Miguel Arcanjo Benício de Assunção Dutra (Itu, 15 de Agosto de 1812 — Piracicaba, 1875), mais conhecido como Miguelzinho Dutra, foi um pintor, escultor, ourives, arquiteto, poeta, entalhador, decorador de igreja, musicista e aquarelista brasileiro que se afirmou pelo seu estilo que conjuga um carácter naïf de gosto popular com um realismo espontâneo e original, entrelaçado com soluções formais tradicionalmente barrocas. Foi um artista multifacetado, com interesses que foram da escultura à música, à ornamentação festiva, à escultura religiosa em madeira, à engenharia de edificações, à poesia, ao desenho e à pintura. Da vasta obra, restou pequena parte, com destaque para numerosas aquarelas retratando paisagens, cidades, igrejas, fazendas, tipos humanos de todas as classes sociais e cenas de rua comuns na vida rural brasileira da primeira metade do século XIX, hoje de grande importância iconográfica.

## Biografia
Miguel foi é filho do ourives Tomás da Silva Dutra (s.d.-1835), avô do pintor, escultor e musicista Joaquim Miguel Dutra (1864-1930) e bisavô dos pintores Antônio de Pádua Dutra (1905-1939), Alípio Dutra (1892-1964), Archimedes Dutra (1908-1983) e João Dutra (1893-1983). Com seu pai aprendeu o ofício de ourives. Ainda estudou gramática, latim, humanidades, música e rudimentos de teologia com os franciscanos ituanos.
Em 1937 os irmãos Dutra fizeram uma grande mostra de arte dos artistas da família no salão das Arcadas. Havia as obras do pai, Joaquim Dutra, de seus filhos José Dutra, Alípio Dutra, Arquimedes Dutra e Antonio Pádua Dutra, e do bisavô, Miguelzinho Dutra, do qual mostraram três aquarelas. Destas, hoje, não se sabe o paradeiro.

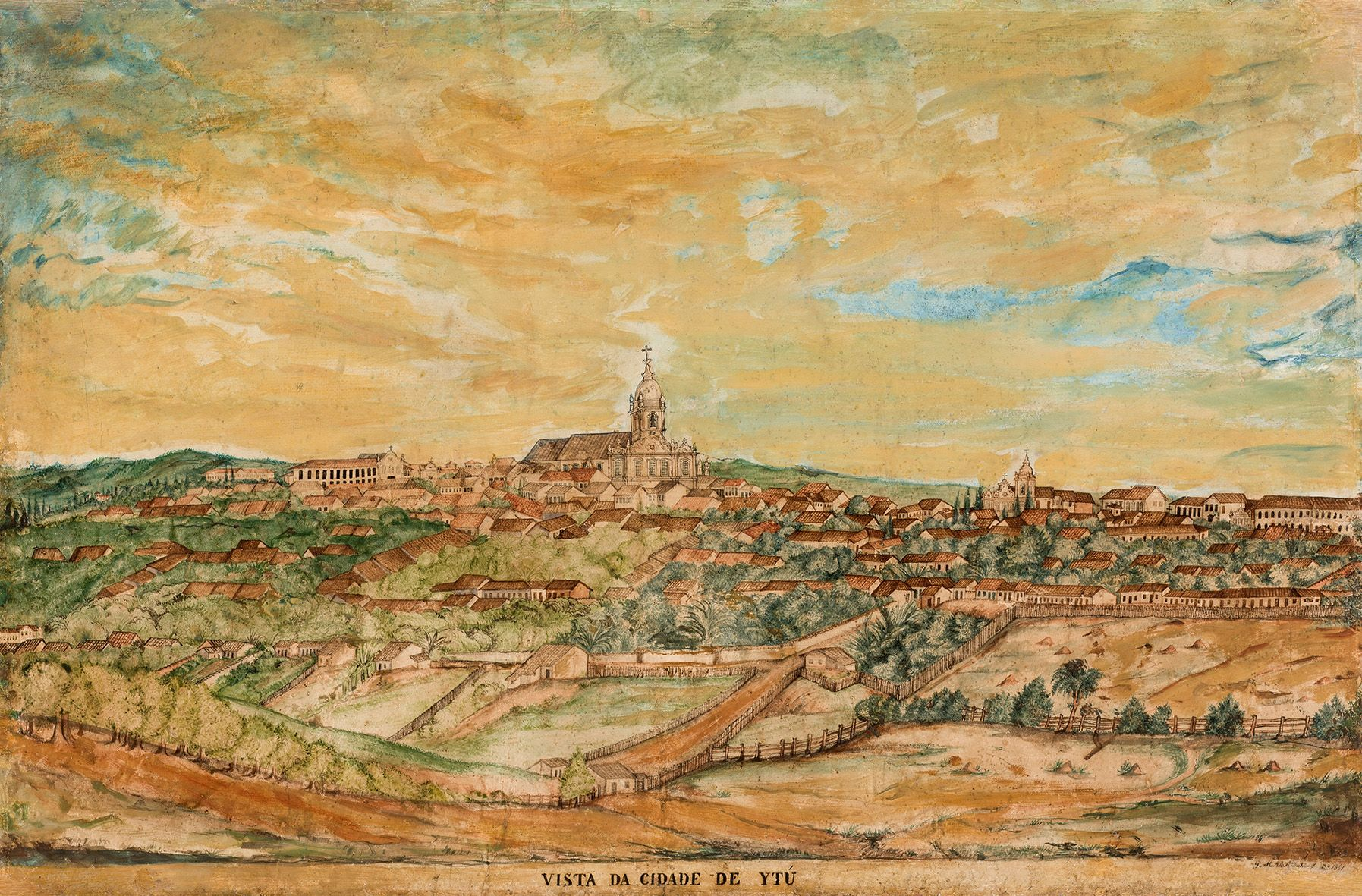
Vista da Cidade de Itu

Em 1841, o artista executou os desenhos que circundam o primeiro mapa da cidade de São Paulo. Desenhou, em 1847, o pavilhão do Ipiranga, o mais antigo documento iconográfico do local.
Entre 1853 e 1855 dedicou-se à construção da Igreja Nossa Senhora da Boa Morte, em Piracicaba, São Paulo. Realizou, em 1854, o projeto para a Igreja Matriz de Rio Claro, São Paulo.
Em 1873 inaugura a Capela do Passo do Senhor do Horto, em Piracicaba, na qual trabalhou como projetista e entalhador das portas, das imagens e do altar. Em 1981 foi organizado o catálogo Miguel Dutra Poliédrico Artista Paulista, com 52 aquarelas que fazem parte da coleção do Museu Paulista da Universidade de São Paulo (MP/USP).

## História
Os pais de Miguelzinho Dutra vieram para Itu atraídos pelas oportunidades apregoadas na então vila enriquecida com a multiplicação de engenhos e o aumento da produção açucareira. A cana de açúcar teve um incremento no seu plantio no último terço do século XVIII.
Na Itu dessa fase florescente do açúcar e de intensas articulações políticas decorreu boa parte da vida de Miguelzinho Dutra. O pai, Tomás da Silva Dutra (1775-1835), natural de Lorena, casado com Gertrudes Maria da Conceição, era ourives de reputação.
Entre 1846 e 1847 esculpe a efígie de D. Pedro II (1825-1891), desenha quatro arcos comemorativos à visita do imperador em Itu, a “Iluminação do Quartel em São Paulo por ocasião da chegada do imperador ”e o “Vista do Ipiranga", um dos mais antigos documentos iconográficos do local da Independência. Duas décadas depois, Miguelzinho se envolve no movimento republicano e em 1871 aparece como signatário do manifesto redigido por Manuel de Morais Barros, irmão de Prudente de Morais, e publicado no jornal A República do Rio de Janeiro, confirmando a adesão dos republicanos de Piracicaba ao Manifesto de 3 de dezembro de 1870.

## Estilo
Suas obras foram executadas em papel frágil e são aquareladas, por isso raramente expostas. Miguelzinho reproduzia projetos de altares, túmulos, talhas, alegorias, arcos comemorativos, retratos de pessoas que viveram no início do século XIX, tanto personalidades como tipos curiosos. Igrejas e conventos de Piracicaba, Itu e São Paulo, vistas de Itu e cascatas são importantes documentos destas cidades e seus entornos e também da lavoura canavieira que estava no auge.
Ele foi autodidata na pintura, descobrindo o uso da aquarela por si mesmo. Vivia no interior e não tinha acesso aos produtos de pintura, por isso, sua paleta era reduzida. Usava sempre o azul para as árvores, matas e águas; tons ocres e castanhos para as construções e outros detalhes. Raramente aparecia o vermelho e, mais dificilmente, o verde. Como ele mesmo preparava suas tintas, é de admirar seu bom estado e o fato de não terem perdido a intensidade da cor.
Miguelzinho viajou pelo interior do Estado de São Paulo e pintou seus registros do século XIX, com destaque para vilas e campos.
Miguelzinho, ao viajar, levava as aquarelas, pintava o que via, sentindo necessidade de reproduzir as paisagens que o inspiravam, usando uma pincelada pequena. Quando precisava de um trecho com mais intensidade, voltava várias vezes com a tinta para o mesmo local, sem se preocupar em perder a transparência da aquarela. Para os aquarelistas esta técnica é fundamental - mas provavelmente Miguelzinho não tinha conhecimento disso, o fazia por instinto artístico.
Muitas vezes suas figuras humanas foram simplificadas, chegando a parecer bonecos. Como o artista fez trabalhos de arquitetura, fica aparente em algumas aquarelas a linha reta, sente-se o emprego da régua. Estas características são mais evidentes nos arcos que projetou para Itu, por ocasião da visita de D. Pedro II em 1846.
Quando o pintor se afasta das construções e vê as vilas a alguma distância, aparece uma pintura ingênua, simplificada, mas com poesia. A diminuta paleta de cores faz com que seu trabalho fique único, logo reconhecido pelos azuis com que trata a vegetação e os castanhos do resto da paisagem. 

## Análise

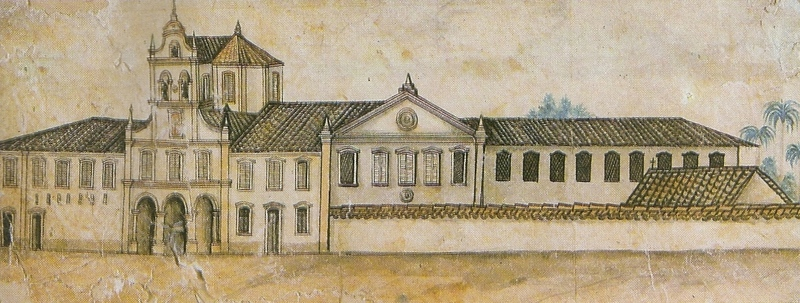
O Mosteiro da Luz, em desenho de Dutra, em 1835

Autodidata, descobriu sozinho o uso da aquarela. Sem acesso aos materiais de pintura, sua paleta era reduzida. Usava o azul para as árvores, matas e águas; tons ocres e castanhos para as construções e raramente empregava o vermelho e o verde. Ao viajar para retratar paisagens, pintava o que via usando pincelada pequena e retornava várias vezes ao mesmo lugar, sem se importar em perder a transparência da aquarela.
A produção de Miguelzinho pode ser considerada, como a dos pintores Hércules Florence (1804-1879), Debret (1768-1848) e Adrien Taunay (1803-1828), uma das mais importantes fontes de documentação iconográfica do estado de São Paulo do século XIX.
Mesmo sendo um artista autodidata, Dutra realiza paisagens muito realistas, compostas com enquadramento preciso, como em Salto de Piracicaba. Suas aquarelas têm um caráter documental, pois apresentam um registro das primeiras casas da cidade de Itu, São Paulo. Mostra ainda a arquitetura das igrejas e cenas da vida cotidiana, como festas e procissões. Foca especialmente na ornamentação da cidade para receber a visita do imperador dom Pedro II (1825-1891) em 1848, sendo responsável pelo desenho e execução dos arcos e das figuras decorativas.

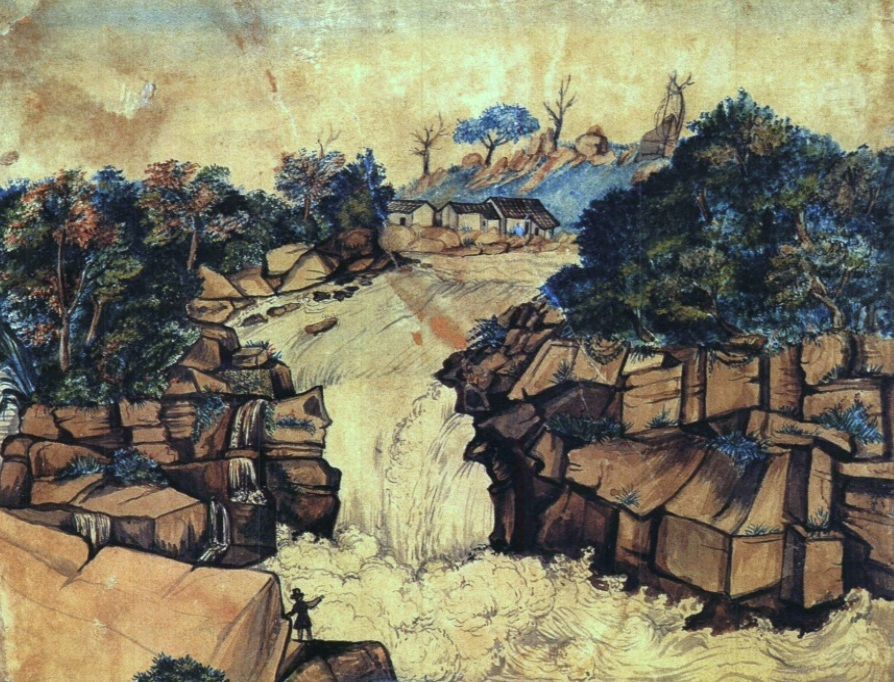
Salto de Itu no Tietê

Dutra apresenta vistas de vilas e de fazendas, nas quais procura imprimir a paisagem de maneira panorâmica, como em Fazenda Corumbataí (s.d.), em Piracicaba, São Paulo. Representa também algumas edificações da cidade de São Paulo na época, como o Mosteiro da Luz, a Igreja do Carmo, o Largo do Palácio do Governo e Igreja do Colégio dos Jesuítas. Em alguns trabalhos, o artista procura enfocar principalmente a fachada e os detalhes arquitetônicos dos edifícios. Já em outros, dá uma visão grandiosa da natureza como em Queimada (1847).
O artista é considerado um bom retratista, tornando-se conhecido pelos retrato de populares nos quais revela, como apontam diversos estudiosos, o perfil psicológico do representado. Pinta também algumas personalidades famosas na época, como o capitão-mor de Itu, Vicente de Costa Taques Goes e Aranha (s.d.). Sua linha cultural própria, caipira, levou-o a focalizar tipos populares mestiços e festas tradicionais, como a Festa do Divino.

## Música
Apesar de muito conhecido pelas aquarelas, como músico não se sabe até onde vai a grandiosidade de Miguelzinho. “Sempre que eu lia algo de Miguelzinho Dutra dizia que ele tinha sido pintor, escultor, poeta, entalhador, decorador de igreja e músico. Esse “e músico” sempre me despertou curiosidade”, revela Luis Roberto que lançou no mês de agosto em parceria com Jair de Oliveira e Jonas Soares de Souza o livro “Miguel Dutra: Bicentenário de Nascimento 1812 –2012”.
Luis Roberto explica que a produção musical de Miguelzinho era diferente de sua pintura. Como pintor era um artista popular, já no campo da música era um artista erudito. “No livro levantamos alguns questionamentos, entre eles as ocasiões em que as peças dele foram escritas, temos acesso a quatro peças sacras, todas escritas em latim, inclusive numa linguagem bem interessante. Podemos afirmar que de toda produção dele, a melhor foi musical”, acrescenta o historiador.
Segundo Luis Roberto, Miguelzinho teve uma formação musical com Frei José de Santa Delfina - frade que morou um período em Itu e mestre do artista.
A peça “Si Quaeris Miracula” foi escrita quando o artista tinha apenas 16 anos, as outras duas, “Ofertório para o 1° Domingo da Quaresma” e “Ofertório para o 2° Domingo da Quaresma” apresentam uma evolução dele, já a quarta peça, “Stabat Mater” é mais longa. “A primeira obra é imatura, os outros dois ofertórios são muito bons, maduros, já o Stabat Mater é uma peça realmente boa que tem características do perfil colonial e da obra italiana. É interessante como ele ouve determinados modelos e os reproduz”, detalha Luis Roberto.
Em comemoração ao bicentenário de nascimento do artista ituano, em 2012, o madrigal do Museu da Música de Itu executou as quatro peças, duas inéditas, de Miguelzinho Dutra em um coro de 14 pessoas, além da publicação sobre a obra dele. O fim da produção do padre Jesuíno do Monte Carmelo e o começo da produção de Elias Lobo é onde se encontra a produção de Miguelzinho Dutra como compositor. “Eu acredito que Miguelzinho devia ser um sujeito entusiasmado e completamente atuante na sua época. Afinal, como que em Itu, Interior de São Paulo e região de isolamento cultural, um sujeito compõe uma obra musical de tanta qualidade? São obras despretensiosas e um talento na hora de conduzir que surpreende. O contraponto e a maneira como as vozes dialogam, é notavelmente muito bem escrito”, encerra o historiador e escritor.

## Críticas e reconhecimento

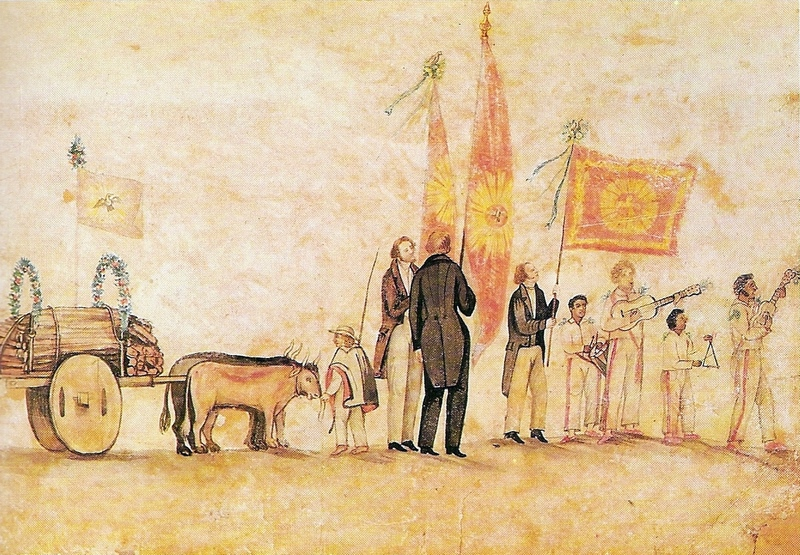
Festa do Divino

Miguelzinho ganhou apelidos de admiradores, como "Michelangelo caipira" e "Leonardo da Vinci caboclo" - este último mais pela sua diversidade de talentos do que pelo resultado obtido. Mário de Andrade, que conheceu as aquarelas de Miguelzinho, apesar do entusiasmo da descoberta, achou o trabalho “imperfeito na técnica da pintura”, mas de “enorme importância iconográfica”, embora considerando-as “francamente incorretas como desenho e colorido”.
Já Bardi não considera Miguelzinho um primitivo e sim um espontâneo, ingênuo não. Para ele, o artista “queria imitar a natureza” e por este motivo considera suas aquarelas “deliciosas e caseiras”. O historiador e jornalista Mário Neme, que dirigiu o Museu Paulista na década de 1960, gostava de se referir a Miguelzinho Dutra como o "patriarca da iconografia paulista".

## Morte
Miguelzinho Dutra morreu em setembro de 1875, na cidade de Piracicaba. Foi enterrado na Igreja da Boa Morte, por ele projetada e construída. O jornal A Província de São Paulo (Estadão), na edição do dia 28 daquele mês e ano, dizia: "Viveu sempre uma vida honrada, morrendo pobre. Era homem muito curioso e amigo do saber, pelo que conseguiu colecionar grande número de espécimes de zoologia, botânica, mineralogia, pintura e arqueologia".
Duas décadas após sua morte, um jornal de Piracicaba afirmou: "Ativo, inteligente, trabalhador, era versado em quase tudo: bom ourives, pintor, escultor, arquiteto, bom músico, excelente organista".

## Exposições póstumas
- 1937 - São Paulo (SP) - Archimedes Dutra, Alípio Dutra, João Dutra, Antônio de Pádua Dutra, Miguelzinho Dutra e Joaquim Miguel Dutra, no Palácio das Arcadas[2]
- 1977 - São Paulo (SP) - Individual, no Museu Paulista[2]
- 1982 - Itu (SP) - Miguelzinho Dutra: aquarelas, na Prefeitura Municipal de Itu[2]
- 1984 - Itu (SP) - Miguelzinho Dutra: aquarelas, na Casa de Cultura de Itu[2]
- 1988 - São Paulo (SP) - A Mão Afro-Brasileira, no MAM/SP[2]
- 1994 - São Paulo (SP) - Um Olhar Crítico sobre o Acervo do século XIX, da Pinacoteca do Estado[2]
- 2000 - São Paulo (SP) - Brasil + 500 Mostra do Redescobrimento, da Fundação Bienal[2]